# Barrage Bin el Ouidane
Pour la commune rurale, voir Bin el Ouidane.
 (décembre 2020).

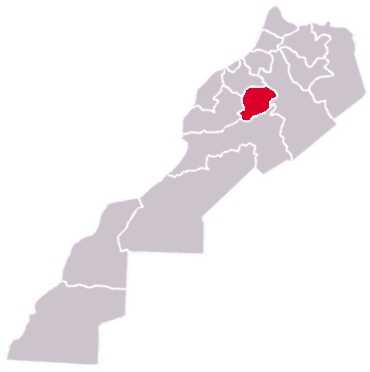

Le barrage de Bin el Ouidane (en arabe : سد بين الودان) est un barrage marocain situé dans la province d'Azilal (région de Tadla-Azilal), conçu par l'ingénieur André Coyne.
Édifice majeur en matière de construction de barrage, il a une double vocation : la production d'énergie et l'irrigation. Il est considéré comme le plus haut barrage en voûte d'Afrique et le plus grand du Maroc en production énergétique. Outre sa capacité d'irrigation concernant la plaine de Tadla, qui appartient à la plaine intérieure pré-atlasique de la Tadla (3 500 km2), prolongée dans la région de Marrakech-Safi par la plaine des Sraghna. Le barrage a permis de mettre en valeur 69 500 ha de terres fertiles sur 125 km de longueur. La politique du gouvernement marocain au début des années 1960 visait à atteindre l'irrigation d'un million d’hectares. Malgré le grand réseau de barrages, le Maroc est confronté à certains problèmes : la sécheresse, et le remplissage des barrages par la boue, ce qui a une influence sur la retenue des eaux.
Le barrage est traversé par de nombreux voyageurs désirant rejoindre les cascades d'Ouzoud.

## Géographie

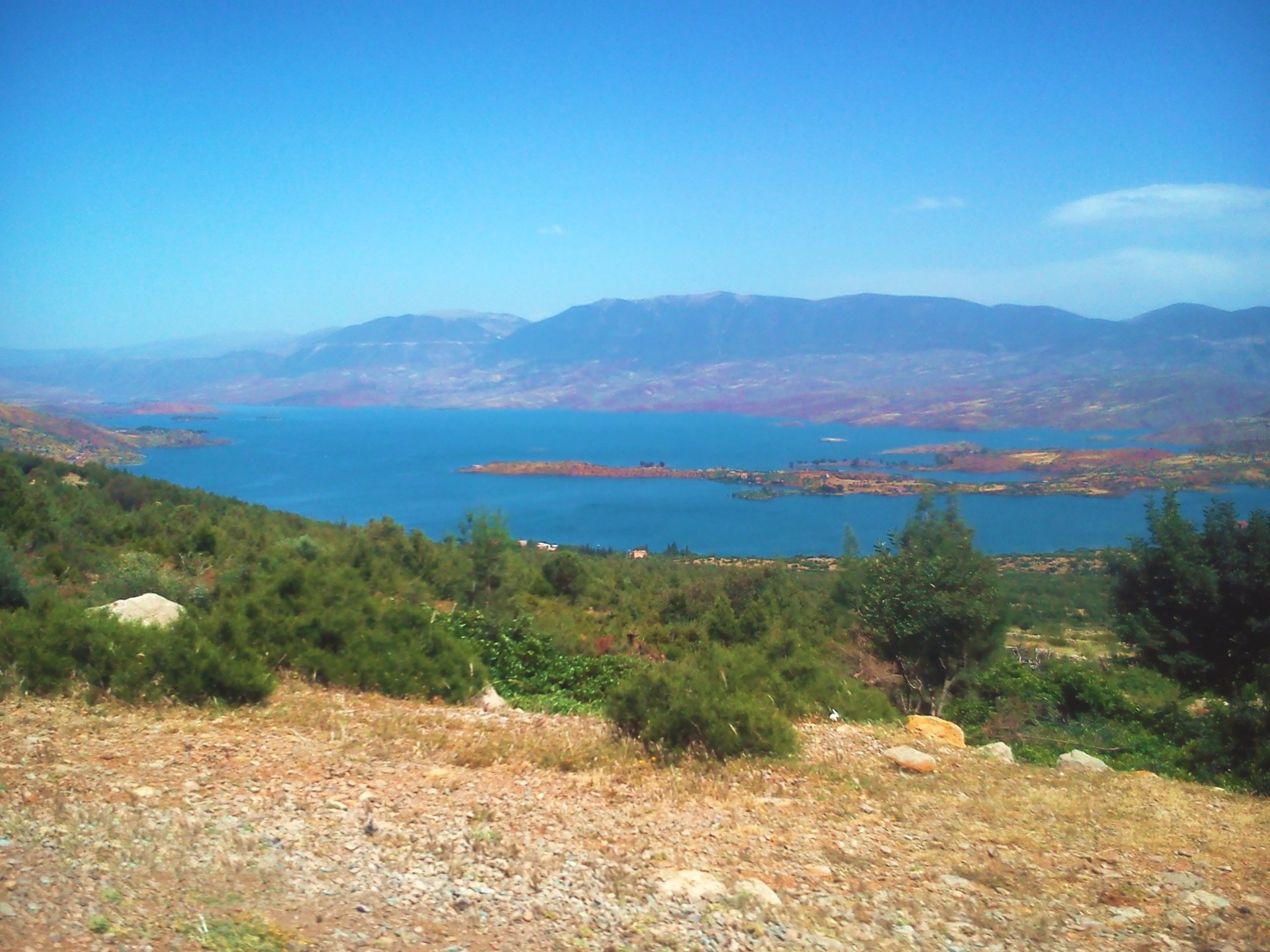
Vue panoramique du barrage Bin el Ouidane en 2013.

### Situation
Situé dans la plaine intérieure pré-atlasique du Tadla (Haut Atlas marocain).

## Histoire
Au début de l'année 1948, la SGE et l’Entreprise Fougerolle pour Travaux Publics se classent premières à l’adjudication des travaux de ce grand barrage marocain. Afin d’exécuter le marché, elles forment une société ad hoc, l’Entreprise de Construction du Barrage et de l’Usine de Bin-el-Ouidane (ECBO). Situé sur le principal affluent de l’Oum Errabiâ, Oued El Abid, le projet est ambitieux puisqu’il doit permettre la réalisation du plus puissant ensemble hydroélectrique du Maroc. Dès 1929, des études ont été menées sur le site. À la veille de la Seconde Guerre mondiale, l’Énergie Électrique du Maroc et les pouvoirs publics décident la réalisation de cet aménagement. Toutefois, les travaux n’entrent dans leur phase active qu’au lendemain du conflit. Au total, le complexe de l’Oued El Abid doit fournir 600 milliards de kilowattheures, soit les deux tiers de l’électricité d’origine hydraulique du Maroc. En outre, il deviendra possible d’irriguer 112 000 ha. Pièce maîtresse de l’ensemble, le barrage de Bin-el-Ouidane, étudié par le bureau Coyne et Bellier, atteint 132 m de hauteur pour 290 de longueur en crête et demeure longtemps le plus élevé d’Afrique. Pourvu d’un grand évacuateur de crues en saut de ski d’une capacité de 2 500 m3/s, il détermine, une fois construit, une retenue d’une superficie dépassant largement celle du lac d'Annecy.
Fin janvier 2022, les eaux du barrage atteignent leur plus bas niveau jamais enregistré, avec un taux de remplissage estimé à 14 % en raison, d'un retard des pluies, mais aussi et surtout d'une surexploitation des ressources aquifères dans un contexte de réchauffement climatique.